# Snejbjerg Kirke
Snejbjerg Kirke ligger i Herning Kommune.
Som mange af egnens kirker er Snejbjerg Kirke en gammel bygning. Dens ældste dele finder man således i kor og kirkeskib. Begge er opført i romansk byggestil – sandsynligvis engang omkring år 1200 – i smukt tilhugne og mange steder store kvadersten. Oprindeligt har kirkeskibet været kortere, men et nøjere eftersyn afslører, at det (i den romanske periode?) er blevet forlænget mod vest, og dermed har fået sin nuværende karakter af storhed. Senere slægtled byggede videre på kirken, så den på et tidspunkt har imponeret med tårn i vest, våbenhuse i skibets nord- og sydside og sakristi (opbevaringsrum) på nordside af kor.
Til skiftende tider og under skiftende ejere har kirken siden gennemgået mange ændringer i form af nedrivninger og ombygninger. Således blev det sydlige våbenhus nedbrudt i 1700-tallet, og sakristiet forsvandt omkring år 1818 efter i en periode at have fungeret som gravkapel for tidligere ejere af kirken. I dag fremstår Snejbjerg kirke med stærkt ombygget sengotisk tårn og et enligt sengotisk våbenhus i nord. Men ude og inde fortæller detaljer en århundreder lang og delvis ukendt historie om tider og mennesker.
Snejbjerg Kirke fik i 2006 foræret et klokkespil af Vera og Hans Ditlev Poulsen. Klokkespillet kan høres på hverdage kl. 08.00 – 12.00 – 16.00 – 18.05 (efter aftenringningen) og 21.00 (vægtermelodien, kun i sommertiden).

## Eksterne kilder og henvisninger
- Kirkens beskrivelse hos Runeberg: Trap 3-4, p. 571 Snejbjerg Sogn
- Snejbjerg Kirke på KortTilKirken.dk